# 방송기술저널
방송기술저널은 <한국방송기술인연합회>가 격주로 발행하는 대한민국 유일의 방송기술정책지이다.
방송기술저널은 2002년 9월 '방송기술인연합회보'로 출발해 2006년 10월부터 '방송기술저널'로 제호를 변경했으며 현재 총 8면의 오프라인 신문을 격주로 수요일에 발행하고 있다.
방송기술저널은 과거 DTV 전송방식 결정부터 최근 우리나라 DTV 전환, 주파수 재배치, 방송장비 고도화 등 방송기술정책 전반의 내용을 다루고 있으며 정부와 학계 및 외부 연구기관, 시민단체와의 긴밀한 협조를 통해 다양한 형식의 기사를 생성하고 있다.
방송기술저널의 구성은 2012년을 맞아 1,2,3면은 종합기사 / 4,5면은 특집 / 6면 사회문화 및 인터뷰 / 7면 기고글로 배치확정되었다.
추후 2012년 7월, 뉴스면을 1,2,3,4면으로 증면하였다. 또한 7월 2일부터 포털사이트와 뉴스검색 제휴를 맺었다.